# Traumtage
Traumtage ist eine Geschichtensammlung des britischen Schriftstellers Kenneth Grahame, die 1898 unter dem Originaltitel Dream Days erstmals veröffentlicht und vor allem wegen der darin enthaltenen Geschichte Der Drache, der nicht kämpfen wollte (The Reluctant Dragon) bekannt wurde.

## Inhalt
Mit den Geschichten von fünf Kindern – Edward, Selina, Harold, Charlotte und einem namenlosen Erzähler – war Kenneth Grahames Buch ein so großer Erfolg bei Kritikern und Lesern, dass sein zehn Jahre später 1908 veröffentlichtes Buch Der Wind in den Weiden im damaligen Vergleich enttäuschend ausfiel.
Ein Jahrhundert später wird nunmehr deutlich, dass diese Sammlung von humorvollen, lyrischen und anfällig-bewegenden Geschichten einen tiefgreifenden Einfluss auf die Kinder- und Jugendliteratur hatte. Mehr als eine Idolisierung der Kindheit ist das Buch wie Julia Eccleshare in einer Neuauflage beschreibt, ein Freudenfest für das fantasievolle Spiel von Kindern, dass sie von den Erwachsenen entfernt und sie kräftigt, wenn sie aufgrund der Realitäten ihres Lebens weitgehend kraftlos sind („a celebration of the imaginative play of children which sets them apart from adults and empowers them at a time when, within the realities of their lives, they are largely powerless“).
In Der 21. Oktober (The Twenty-first of October) versucht Selina, eine ergebene Bewunderin von Nelson den Tag von Trafalgar mit dem Entzünden eines Freudenfeuers zu begehen – mit zerstörerischen Folgen.
In Die Wände sind wie aus Jaspis (The Walls Were as of Jasper) entflieht der Kind-Erzähler einem ermattenden Besuch bei Nachbarn, in dem er sich selbst in den Bildern eines schönen Buches verliert: Bilder lügen nie, sind niemals gemischt noch weichen sie aus; und für diese Geschichte kann ich sie selbst erschaffen („Pictures never lied, never shuffled nor evaded; and as for the story, I could invent it myself“).
Der Drache, der nicht kämpfen wollte (The Reluctant Dragon) erzählt von einer Freundschaft zwischen einem kleinen Jungen und einem galanten, Gedichte schreibenden Drachen, der sich in den Hügelländern von Berkshire niedergelassen hatte und glückseligerweise unwissend darüber ist wie die Alarmierung seiner Anwesenheit in den lokalen Dörfern aufgenommen wird. Es liegt an dem Jungen sicherzustellen, dass die erwartete Ankunft des Heiligen Georg nicht die Zerstörung seines neuen Freundes herbeiführt. Diese bekannteste der Geschichten wurde 1941 als eine Episode unter dem Titel Der Drache wider Willen von The Walt Disney Company verfilmt.
Zu den weiteren Geschichten des Buches gehören Dies Irae, Mutabile Semper, Der Zauberring (The Magic Ring), Die Saga von den Meeren (A Saga of the Seas) sowie Eine Abreise (A Departure).
Das Buch wurde aus der Sicht eines sich zurückversetzenden Erwachsenen geschrieben und nimmt die Frustrationen von Kindern ein, die Erwachsenen gegenüberstehen die vergessen haben wie es ist jung zu sein („forgotten what is like to be young“), was auch in dem folgenden Satz aus Der Drache, der nicht kämpfen wollte deutlich wird: Schau her, Vater, du weißt, dass jeder von uns sein Ding macht. Du kennst dich mit Schafen, und dem Wetter, und Dingen aus; ich kenne mich mit Drachen aus („Look here, father, you know we've each of us got our line. You know about sheep, and weather, and things; I know about dragons.“)
Grahames Hauptcharaktere sind lebendig und in überzeugender Weise dargestellt, gleich, ob sie Pirat spielen, zauberhafte Gegenden erfinden, den Zirkus besuchen oder ganz einfach wild miteinander zanken.